# Sericostachys scandens
Sericostachys scandens là loài thực vật có hoa thuộc họ Dền. Loài này được Gilg & Lopr. miêu tả khoa học đầu tiên năm 1899.